# Netstal
Netstal é uma comuna da Suíça, no Cantão Glaris, com cerca de 2.923 habitantes. Estende-se por uma área de 10,67 km², de densidade populacional de 274 hab/km². Confina com as seguintes comunas: Ennenda, Glarona (Glarus), Mollis, Näfels, Riedern.
A língua oficial nesta comuna é o Alemão.